# Galina Wassiljewna Kusmina
Galina Wassiljewna Kusmina, russisch Галина Васильевна Кузьмина, englische Transkription Galina Kuzmina, (* 12. April 1929; † 21. September 2017) war eine russische Mathematikerin, die sich mit Funktionentheorie befasste. 
Sie stammte aus der von Gennadi Michailowitsch Golusin und Nikolai Andrejewitsch Lebedew (ihren Lehrern) begründeten Schule der geometrischen Funktionentheorie und forschte als leitende Wissenschaftlerin im  Labor für mathematische Analysis am Steklow-Institut in Sankt Petersburg. Kusmina war habilitiert (russischer Doktortitel). Sie führte das Sankt Petersburger Seminar für geometrische Funktionentheorie nach Lebedews Tod fort.
Als Jugendliche machte sie die Belagerung von Leningrad durch deutsche Truppen durch. Sie studierte an der Universität Sankt Petersburg und war seit 1952 am Steklow-Institut. Ihre erste Veröffentlichung in den Abhandlungen des Steklow-Instituts erschien 1959 (zur numerischen Bestimmung der Radien der Gebiete, in denen analytische Funktionen schlicht sind).
Sie gehörte zur Gruppe russischer Mathematiker im St. Petersburger Seminar von Lebedew, die 1984 den Beweis der Bieberbach-Vermutung von Louis de Branges klärten und prüften. De Branges kam 1984 nach Sankt Petersburg im Rahmen eines Austauschs der nationalen Wissenschaftsakademien der USA und UdSSR, seinen Beweis in Buchformat im Gepäck. Bei den russischen Wissenschaftlern stieß seine Verwendung der Funktionalanalysis auf Skepsis, man meinte, es müsste einen klassischen funktionentheoretischen Beweis geben, ohne Funktionalanalysis, da er die Lebedew-Milin-Ungleichungen und die Löwner-Methode verwendete, alles Methoden der geometrischen Funktionentheorie. Neben Kuzmina waren Mitglieder des Seminars damals: Isaak Moissejewitsch Milin, S. I. Fedorov, E. G. Goluzina, A. Z. Grinspan, V. I. Milin, V. I. Kamozkii, V. O. Kuznetzov, I. A. Lebedev, N. A. Shirokov und E. G. Emelyanov (Jemeljanow) (außerhalb des Seminars war auch A. N. Kirillov von der Abteilung Algebra des Instituts bei der unabhängigen Verifikation einer wichtigen Ungleichung beteiligt). Tatsächlich gelang es den Mitgliedern, eine klassische funktionentheoretische Version herauszuarbeiten. Schließlich konnte auch de Branges überzeugt werden, den Beweis ohne Funktionalanalysis zu veröffentlichen (LOMI Preprint E 5-84, Steklov Institute 1984). Die klärende Arbeit und das Ansehen des Seminars war wesentlich dafür, dass de Branges Beweis auch im Westen anerkannt wurde, wo man de Brange nach einigen fehlerhaften Beweisversuchen mit Skepsis begegnete.

## Schriften
- Moduli von Kurvenfamillien und quadratische Differentiale (russisch), Trudy Mat. Inst. Steklov., 139 (1980), 3–241.
- Methoden der geometrischen Funktionentheorie (russisch), Teil 1,2, Algebra i Analiz, Band 9, 1997, Heft 3, S. 41–103, Band 5, S. 1–50.